# Carlo Janka
Carlo Janka (Obersaxen, Graubünden kanton, 1986. október 15. –) olimpiai bajnok svájci alpesisíző.
Olimpiai bajnoki címét 2010-ben szerezte óriás-műlesiklásban. 2009-ben ugyanebben a számban világbajnok lett, a világkupában a kombináció szakági elsőségét szerezte meg. 2010-ben összetett világkupát nyert, így 23 éves korára minden nagy címet megnyerte.
2009 decemberében nyerte első világkupa-versenyét. 2010 decemberében a colorado-i Beaver Creekben három nap alatt három különböző számban nyert világkupaversenyt. Lesiklásban, óriás-műlesiklásban és kombinációban összesen nyolc világkupaversenyt nyert pályafutása során.

## Világkupa-győzelmei

### Összetett
| Szezon | Szakág     |
| ------ | ---------- |
| 2009   | Kombináció |
| 2010   | Összetett  |

### Versenygyőzelmek
Összesen 9 győzelem (mind műlesiklás)
| Dátum              | Helyszín               | Szakág           |
| ------------------ | ---------------------- | ---------------- |
| 2009. december 13. | Val-d’Isère            | Óriás-műlesiklás |
| 2009. január 16.   | Wengen                 | Szuperkombináció |
| 2010. március 15.  | Beaver Creek           | Szuperkombináció |
| 2010. január 11.   | Beaver Creek           | Lesiklás         |
| 2010. január 27.   | Beaver Creek           | Óriás-műlesiklás |
| 2010. november 15. | Wengen                 | Lesiklás         |
| 2010. január 26.   | Garmisch-Partenkirchen | Lesiklás         |
| 2010. január 31.   | Garmisch-Partenkirchen | Óriás-műlesiklás |